# 1865 en sport
Cet article présente les faits marquants de l'année 1865 en sport.

## Aviron
- 8 avril : The Boat Race entre les équipes universitaires d'Oxford et de Cambridge. Oxford s'impose[1].
- 28 juillet : régate universitaire entre Harvard et Yale. Yale s'impose[2].

## Baseball
- 15 septembre : premier match de baseball au Canada.  London Club (Ontario) affronte un club américain du Delaware[3].
- 28 septembre : premier cas de matches truqués en baseball américain. Trois joueurs avaient accepté de l’argent pour perdre ; Ils sont radiés, puis réintégrés respectivement en 1867, 1869 et 1870[4].
- 6 novembre : les Brooklyn Atlantics remportent le 9e championnat de baseball de la NABBP avec 18 victoires et aucune défaite. La grande finale oppose les Atlantics et les New York Mutuals devant 20 000 spectateurs[4].

## Boxe
- 2 novembre : Jimmy Elliott est sur le point de combattre avec Bill Davis à la Pointe Pelée au Canada quand la police intervient et l'événement est annulé; le titre reste vacant avec les trois mêmes prétendants[5].

## Cricket
- Le Nottinghamshire County Cricket Club est sacré champion de cricket en Angleterre[6].

## Football
- 29 mai : fondation du club de football anglais de Nottingham Forest[7].

## Golf
- 14 septembre : Andrew Srath remporte l'Open britannique à Prestwick[8].

## Jeux olympiques
- Décret royal grec de 17 articles réglementant les Jeux olympiques de Zappas. L’article 5 donne le programme des épreuves : course de deux stades, triple saut, saut en longueur sans élan, lutte debout et à terre, lancer du disque, lancer du javelot, saut à la perche, corde lisse, épreuve de natation et régates nautiques.

## Joutes nautiques
- 25 août : Boudet, dit lou Cantare, remporte le Grand Prix de la Saint-Louis à Sète[9].

## Rugby à XV
- 29 mai : fondation des clubs de Bath et de Hull FC.

## Omnisports
- Premier numéro de l’hebdomadaire sportif anglais The Sporting Times.

## Sport hippique
- Fondation de la Société hippique française[10].
- Angleterre : Gladiateur gagne le Derby d'Epsom[11].
- Angleterre : Alcibiade gagne le Grand National[12].
- France : Gontran gagne le Prix du Jockey Club[13].
- France : Deliane gagne le Prix de Diane[14].
- Australie : Toryboy gagne la Melbourne Cup[15].

## Voile
- Fondation de la Société des Régates de Saint-Suliac.

## Naissances
- 20 janvier : Josef Fischer, cycliste sur route allemand. († 3 mars 1953).
- 27 février : Timothée Jordan, joueur de cricket britannico-français. († ?).
- 31 janvier : Henri Desgrange, cycliste sur route puis dirigeant sportif français. Créateur et organisateur du Tour de France. († 16 août 1940).
- 7 mars : Martyn Jordan, joueur de rugby à XV gallois. († 14 juillet 1902).
- 18 mars : Frank Burton, footballeur anglais. († 10 février 1948).
- 3 avril : Robert MacMillan, joueur de rugby à XV écossais. († 3 avril 1936).
- 6 mai : John Walter Christie, pilote de courses automobile américain. († 11 janvier 1944).
- 11 juin : John William Madden, footballeur puis entraîneur écossais. († 17 avril 1948).
- 6 août : Daniel Rambaut, joueur de rugby à XV irlandais. († 30 novembre 1937).
- 3 septembre : Louise Martin, joueuse de tennis britannique. († 24 octobre 1941).
- 14 septembre : Edgar Aabye, tireur à la corde danois. († 30 avril 1941).
- 5 octobre : James Kelly, footballeur puis dirigeant de football écossais. († 20 février 1932).
- 14 octobre : Victor Le Fanu, joueur de rugby à XV irlandais. († 9 août 1939).
- 28 octobre : Arthur Wharton, footballeur anglais. († 13 décembre 1930).
- 1er novembre : Monty Bowden, joueur de cricket anglais. († 19 février 1892).
- 10 novembre : Étienne Giraud, pilote de courses automobile, aviateur et sportif éclectique français. († 7 novembre 1920).
- 23 novembre : Howard Taylor, joueur de tennis américain. († 26 novembre 1920).
- 2 décembre : Louis Zutter, gymnaste suisse. († 10 novembre 1946).
- 8 décembre : Lucien Hautvast, cycliste sur route et pilote automobile devenu homme d'affaires belge. († 26 décembre 1923).
- 10 décembre : René de Knyff, pilote de courses automobile et dirigeant sportif franco-belge. Président de la FISA de 1922 à 1946. († 29 mai 1955).
- 22 décembre : Charles Sands, golfeur, joueur de tennis et joueur de paume américain. († 9 août 1945).
- ? : Wilhelm Bauer, pilote automobile allemand. († 31 mars 1900).
- ? : Dickie Garrett, joueur de rugby à XV gallois. († 17 février 1908).
- ? : Lemaître, pilote automobile français. († 7 mai 1906).

## Décès
- 8 novembre : Tom Sayers, 39 ans, boxeur anglais. (° 25 mai 1826).